# Пресс Ірина Натанівна
Ірина Натанівна Пресс (10 березня 1939, Харків — 21 лютого 2004, Москва) — радянська та російська легкоатлетка, олімпійська чемпіонка, світовий рекордсмен. Встановила 12 світових рекордів.
Ірина Пресс виграла золоті олімпійські медалі на римській Олімпіаді в бігу на 80 метрів з бар'єрами і на токійській Олімпіаді в легкоатлетичному п'ятиборстві. Вона тренувалася спочатку в добровільному спортивному товаристві «Трудові резерви», а потім у «Динамо».
Сестри Тамара та Ірина Пресс виграли разом п'ять золотих олімпійських нагород і встановили 26 світових рекордів. Їхня кар'єра несподівано закінчилася одночасно із запровадженням контролю статі на спортивних змаганнях в 1966 році. Критики висловлювали здогадку, що сестри Пресс були насправді чоловіками або гермафродитами. Західні засоби масової інформації відкрито називали сестер Пресс «братами Пресс».
Після закінчення спортивної кар'єри Ірина Пресс в 1967 році вступила до аспірантури ВНДІ фізичної культури, де вона захистила кандидатську дисертацію і здобула звання кандидата педагогічних наук. Після цього працювала на керівних адміністративних посадах у Центральному апараті Всесоюзного спортивного товариства «Динамо». Керувала відділом та управлінням, потім стала головою Російської республіканської (РРФСР) ради, заступником голови Центральної всесоюзної ради «Динамо».
Ірина Пресс вислужилася до звання полковника внутрішньої служби МВС СРСР. Потім вона працювала головою департаменту в Державному комітеті РФ з фізичної культури та спорту.